# Hrabstwo Guilford
Hrabstwo Guilford (ang. Guilford County) – hrabstwo w stanie Karolina Północna w Stanach Zjednoczonych.

## Geografia
Według spisu z 2000 roku obszar całkowity hrabstwa obejmuje powierzchnię 658 mil2 (1704 km²), z czego 649 mil2 (1681 km²) stanowią lądy, a 8 mil2 (21 km²) stanowią wody. Według szacunków United States Census Bureau w roku 2012 miało 500 879 mieszkańców. Jego siedzibą administracyjną jest Greensboro.

### Miasta
- Archdale
- High Point
- Greensboro
- Jamestown
- Oak Ridge
- Pleasant Garden
- Sedalia
- Stokesdale
- Summerfield
- Whitsett

### CDP
- Forest Oaks
- McLeansville